# Der Tiger von Eschnapur (1938)
Der Tiger von Eschnapur ist ein Abenteuerfilm des Regisseurs Richard Eichberg, gedreht im Jahr 1937 in Udaipur und Mysore (Indien), sowie in Berlin-Johannisthal. Das Drehbuch schrieben Richard Eichberg, Arthur Pohl und Hans Klaehr nach einem Roman von Thea von Harbou. Die Erstaufführung des Films fand am 11. Februar 1938 im Berliner Ufa-Palast am Zoo statt.

## Handlung
Im ersten Teil der zweiteiligen Verfilmung des Romans „Das indische Grabmal“ von Thea von Harbou stehen drei Personen im Mittelpunkt des Geschehens: Chandra, der Maharadscha von Eschnapur, seine Frau Sitha, die Maharani und ehemalige Tänzerin, und Sithas ehemaliger Geliebter Sascha Demidoff. Die Abenteurer Sascha Demidoff und die Brüder Fjedor und Mischa Borodin leben in einer Hütte im indischen Dschungel und benötigen Geld für eine Rückreise nach Europa. Während die Brüder Borodin vorhaben, Sitha, die ehemalige Geliebte von Demidoff, die nach dieser Affäre die reiche Maharani wurde, zu überfallen, kommt es zu einem Streit zwischen den Männern, bei dem Mischa von Sascha angeschossen wird. Dieser flieht vor den Brüdern in den Dschungel. Während einer Tigerjagd findet die Jagdgesellschaft des Maharadschas einen verletzten Europäer, der sich als russischer Graf ausgibt, in Wirklichkeit aber Sascha Demidoff ist. Bevor Sascha zu Sitha vordringen kann, um sie vor den Brüdern Borodin zu warnen und um seine Leidenschaft zu ihr wiederzubeleben, ahnt bereits Prinz Ramigani, der jüngere und ambitionierte Bruder von Chandra, dass mit dem russischen Grafen etwas nicht stimmt. Währenddessen kommt der Architekt Emil Sperling im Palast von Eschnapur an, um dem Maharadscha die Pläne seines Chefs Fürbringer für den Bau eines Staudammes zu überbringen und so die Auftragsausschreibung für sich zu gewinnen. Trotz vieler Versuche gelingt es Emil Sperling nicht, dem Maharadscha oder dem Prinzen nahezukommen, um über das Bauprojekt zu sprechen. Unverrichteter Dinge reist Emil Sperling zurück nach Berlin.
Im Rahmen eines Festes zur erfolgreichen Tigerjagd werden Sascha und Sitha einander vorgestellt. Obwohl Sascha sich nichts anmerken lässt, erbleicht Sitha sichtlich bei seinem Anblick und zieht sich früher von der Feier zurück. Im Laufe des Festes erscheinen auf Vermittlung des Prinzen Ramigani die Brüder Borodin im Palast, die den falschen russischen Grafen als Hochstapler entlarven und ihn beschuldigen, sie beraubt zu haben. Im folgenden Handgemenge kann Sascha Demidoff fliehen und bricht in die Gemächer von Sitha ein, um sie zur gemeinsamen Flucht zu überreden. Während Sitha ihren ehemaligen Geliebten bittet, ohne sie zu fliehen, brechen plötzlich Ramigani, Chandra und die Palastwache in die Räume von Sitha ein und entdecken beide in vermeintlich eindeutiger Umarmung. Nach einem kurzen Kampf kann Sascha Demidoff fliehen. Sitha fällt durch die Anwesenheit eines fremden Mannes, mit dem sie eine gemeinsame Vergangenheit teilt, bei Chandra in Ungnade. Prinz Ramigani nutzt die Situation, um Chandra zu überreden, Sitha zu verstoßen, da er selbst in Sitha verliebt ist und sie besitzen möchte. Sithas Dienerin Myrrha lässt sich später von dem geflohenen Sascha als Nachrichtenvermittlerin einsetzen und ermöglicht so Sitha die Flucht mit ihrem Geliebten aus dem Palast.
Der Maharadscha von Eschnapur und Prinz Ramigani nehmen sofort die Spur der beiden Liebenden auf und jagen das Paar um die Welt, bis sie in Berlin ankommen. Ebenfalls in Berlin lebt der Architekt Fürbringer, dessen Verlobte Irene Traven für ihren zukünftigen Mann unbedingt den Auftrag zum Bau des Staudamms gewinnen möchte. Entschlossen schleicht sich Irene in die Hotelsuite des Maharadschas und gibt sich als Journalistin aus. Im Laufe des Gesprächs enthüllt Irene ihre wahren Absichten. Der Maharadscha ist beeindruckt von ihrem Einsatz und sagt zu, am gleichen Abend auf einer Gesellschaft im Hause Fürbringer zu erscheinen, um den Architekten kennenzulernen. Zur gleichen Zeit suchen die Männer des Maharadschas ganz Berlin nach Sitha und Sascha ab. Als Chandra mit Ramigani auf der abendlichen Gesellschaft im Hause Fürbringer erscheint und den Architekten sowie Emil Sperling und seine Frau Lotte kennenlernt, entschließt er sich spontan dazu, ihm den Bauauftrag zu geben, und erwähnt dabei auch, dass dieser Entschluss alleine dem Einsatz seiner Verlobten Irene zu verdanken sei. Sichtlich überrascht und gekränkt, da er nichts von Irenes Alleingang wusste, wendet sich Fürbringer vom Maharadscha ab und macht Irene eine Szene. In diesem Moment erfährt Chandra von Ramigani, dass man Sitha ausgekundschaftet habe und wisse, dass sie morgen einen Tanzauftritt im Winterpalais haben werde. Beide Männer verabschieden sich hastig von der Gesellschaft.
Am darauffolgenden Abend tritt Sitha im Winterpalais als indische Tempeltänzerin auf. In den Händen einer übergroßen indischen Göttinnenstaue erwacht Sitha scheinbar zum Leben und tanzt für das faszinierte europäische Publikum. Zur Gala hat der Maharadscha Irene Traven, ihren Verlobten Fürbringer, Emil Sperling und seine Frau Lotte eingeladen. Nur Fürbringer verweigert die Teilnahme aus gekränkter Eitelkeit, da es nicht seiner alleinigen Leistung zu verdanken ist, dass er den Auftrag gewinnen konnte, und bleibt zuhause. Das Publikum im Winterpalais ist sichtlich beeindruckt von dem fremdartigen Tanz und der großartigen Ausstattung der indischen Tänzerin. Als Sitha die Bühne verlässt, erwarten sie schon die Männer des Maharadschas in ihrer Garderobe und fordern sie auf, in das bereitstehende Auto zu steigen, um zurück nach Indien gebracht zu werden. Sascha beobachtet die Szene und versucht einzugreifen, kann aber nur einen der Männer überwältigen und stößt im Handgemenge gegen eine Kerze, die sofort den Vorhang hinter der Bühne in Flammen aufgehen lässt. Während die Nachricht, dass seine entflohene Frau endlich gefangen wurde, den Maharadscha erreicht, beginnt die Bühne des Winterpalais zu brennen. Der Brand weitet sich schnell aus und bald steht das gesamte Haus in Flammen. Durch die Panik der Gäste verliert Irene die Besinnung und droht zu verbrennen. Obwohl Chandra bereits vor dem brennenden Haus und in Sicherheit ist, rennt er wieder in die Flammen, um Irene Traven zu retten. Zeitgleich erfährt Fürbringer durch einen Telefonanruf Sperlings, dass der Palais in Flammen steht, und fährt sofort los, um sich zu überzeugen ob Irene gerettet ist. Als er vor Ort erfährt, dass Irene sich noch im brennenden Theater befindet, rennt auch er in das brennende Palais. Der Maharadscha findet in dieser Zeit die ohnmächtige Irene und trägt sie auf seinen Armen zum Ausgang, wo er Fürbringer die ohnmächtige Frau wortlos übergibt. Zu diesem Zeitpunkt schaffte es Sascha Demidoff, seine Geliebte Sitha von ihren Entführern befreien. So beginnt beider Flucht vor der Rache des Maharadschas von vorne. Während der Maharadscha vor dem brennenden Palais hört, dass die Entführung von Sitha scheiterte, besiegelt er seine Auftragsvergabe an Fürbringer erneut, diesmal mit dem Zusatz, dass vor dem Bau des Staudamms ein riesiges Grabmal zu errichten sei, als Mahnmal für eine große Liebe.

## Produktion und Kinoauswertung
Beide Filme wurden von Richard Eichberg produziert (Richard-Eichberg-Film GmbH, Berlin), unter der Produktionsleitung von Georg Wittuhn.
Für beide Filme reiste die gesamte Filmcrew nach Indien, und es wurde an Originalschauplätzen unter der persönlichen Schirmherrschaft des Maharadschas von Udaipur gedreht. Für einige Tanzszenen wurde das berühmte indische Menaka-Ballett engagiert.
Laut Bandmann mussten während der weiteren Dreharbeiten für beide Filme in einem Stauwerk zwei Wasserschotten geöffnet werden. Dabei geriet das Filmteam in Lebensgefahr, weil die Wassermassen stärker als berechnet waren. Kameras, Filmmaterial und Geräte wurden vernichtet. Fieber, Durchfall und die ungewohnte Hitze sorgten bei den Schauspielern für Schwächeanfälle und rapiden Gewichtsverlust, so dass einige Szenen später in Deutschland im Studio nachgedreht werden mussten, nachdem sich die Schauspieler erholen konnten und wieder zugenommen hatten. Hauptdarsteller Sepp Rist, der zunächst den Sascha Demidoff spielte, verschluckte sich bei einem kühnen Sprung ins Wasser, angeblich, weil er im letzten Moment einer Panzerschildkröte ausweichen musste, und holte sich dabei eine Darminfektion, so dass er durch Gustav Diessl ersetzt werden musste. Für die Szenen, die in Deutschland nachgedreht wurden, hatte man eine indische Märchenwelt mit Palästen und Tempeln auf dem Filmgelände in Berlin-Johannisthal nachgebaut.
Die Filme „Der Tiger von Eschnapur“ und „Das indische Grabmal“ wurden nach Kriegsende unter dem Titel „Indische Rache“ neu zusammengefasst und in den deutschen Kinos gezeigt.
Unter dem Titel Le Tigre du Bengale wurde – ebenfalls unter der Regie von Eichberg – parallel eine französische Version hergestellt. Die Hauptrollen waren zumeist mit französischen Darstellern besetzt. Es spielten u. a.: Alice Field (Sitha), Roger Karl (Prinz Ramigani), Pola Illéry (Myrrha). Der in München geborene Schnittmeister, Schauspieler und spätere Regisseur Max Michel verkörperte den Prinzen Chandra.

## Hintergrund
Die Autorin Thea von Harbou arbeitete nur am Drehbuch für den Film „Das indische Grabmal“ mit. Alle bisherigen Verfilmungen des Romans, der den Titel „Das indische Grabmal“ trägt, orientieren sich nur an der Romanhandlung. Für die erste Verfilmung von 1921 (Das indische Grabmal) schrieben Fritz Lang und Thea von Harbou das Drehbuch. Zwar war Fritz Lang schon 1921 als Regisseur im Gespräch, Joe May (damaliger Produzent und Regisseur) zog das Projekt aber mit der Begründung an sich, Lang sei für ein solch teures und monumentales Filmprojekt zu jung und unerfahren. In der Filmfassung von 1959 übernahm der aus den USA zurückgekehrte Fritz Lang die Regie.
Der Erfolg der „indischen Filme“ von Richard Eichberg festigte nachhaltig den Ruhm von La Jana als exotische Tänzerin.
„Nach Ende des Zweiten Weltkrieges, im Jahr 1958, versuchte der nach der Machtübernahme in die USA emigrierte Regisseur Fritz Lang ein Remake beider Filme mit Debra Paget und Paul Hubschmid. Obwohl beide Filme die ganze Pracht Indiens in Farbe zeigten, kamen sie beim Publikum nicht an. Die schöne Debra Paget war der erotischen-sanften Attraktion von La Jana nicht gewachsen.“

## Kritiken
- „Exotische Schauplätze und Abenteuer, Intrige und Verrat, Romanze und Rachsucht: Aus diesen Ingredienzen erprobter amerikanischer Vorbilder und tradierter Trivialromantik der deutschen Populärliteratur mixte dieser monumentale Abenteuerfilm in zwei Teilen einen publikumswirksamen Cocktail. Die Grenze zum Kitsch wird in diesem Spektakel, das zu den aufwendigsten deutschen Produktionen der dreißiger Jahre zählt, mehr als nur gestreift, doch das gehört zu den Charakteristika des Genres. Betörend elegant ist die Tänzerin La Jana als stolze, leidenschaftliche Maharani.“[4]

- Christa Bandmann beschreibt in ihrem Buch Es leuchten die Sterne, Aus der Glanzzeit des deutschen Films, sehr treffend, wie erfolgreich beide Filme im Deutschland aufgenommen wurden: Der Regisseur Roland Eichberg wußte, was er seinem Publikum bieten mußte. La Janas Kostüme waren atemberaubend schön und das Publikum sollte sich an ihren weiblichen exotischen Reizen begeistern. Nichts war zu teuer oder zu opulent um den märchenhaften Reichtum der indischen Königspaläste im Film nachzustellen. Für verschiedene Tanzszenen wurde das berühmte indische Menaka-Ballett engagiert. Auch La Janas Garderobe war entsprechend spektakulär: glitzernde Ranken bedeckten knapp ihren Busen, Kopf und Schultern und nur eine goldene Schärpe schlingt sich um ihre schmalen Hüften, als sie in einer Szene als Tempeltänzerin auf den Händen einer imposanten indischen Gottheit erwacht. Diese Revueszene gehört wohl zu den schönsten und eindrucksvollsten, die in dem Film „Der Tiger von Eschnapur“ zu sehen sind.[3]

- „Gegen den Regisseur des zweiten Indischen Grabmals aber, Richard Eichberg, war Joe May der reine Eisenstein. Seit Mitte der zehner Jahr unaufhörlich Filme ausstoßend, war Eichberg der König der Berliner Schnauze und von einer geradezu wollüstigen spekulativen Bedenkenlosigkeit, und „zwischen Frivolität und Laszivität mußte sich auch seine Schauspielergarde bewegen können“ (Werner Holba: Geschichte des deutschen Tonfilms). In seiner Fassung der Indien-Filme erklimmt der bombastische Kitsch himmlische Höhen (diese Fassung ist dank unaufhörlicher Wiederaufführungen in Kino und Fernsehen die bekannteste). Wie May setzte auch Eichberg seine Frau, Kitty Jantzen, in einer weiblichen Hauptrolle ein. Das Beste an dem Film ist natürlich die schöne La Jana („die vollendete Blöße“, Alfred Polgar), wie sie mit ihren schönen Gliedern durch den Film gleitet als Hohepriesterin eines Kultes, der überhaupt nicht daran denkt, die kalten Statuen eines Shiva zu feiern, weil er seine heiße Befriedigung in sich selber findet.“ Christa Bandmann/Joe Hembus: Klassiker des deutschen Tonfilms 1930–1960, München 1980, Seite 111

## Bedeutung
Der Tiger von Eschnapur ist ein opulenter Abenteuerfilm, der mit vielen Aufnahmen indischer Paläste und Landschaften, prächtigen exotischen Kostümen und Tänzen, märchenhaft anmutenden Interieurs und Kulissen den Zuschauer in eine fremde Welt entführen und unterhalten sollte (u. a. ist ein Elefantenkampf, der in Indien gedreht wurde, im Film zu sehen). Damit ist er untypisch für die deutschen Kinoproduktionen der Jahre kurz vor dem Zweiten Weltkrieg. Das dramaturgische Konzept mit zwei aufeinander aufbauenden abendfüllenden Filmen entsprach mehr vorhergehender Verfilmungen wie z. B. in Die Spinnen, Dr. Mabuse, der Spieler oder Die Nibelungen. Die Bauten und Kostüme stammten von Willi A. Herrmann und Alfred Bütow (Gesamtausstattung).